# おひつじ座カッパ星
おひつじ座κ星（おひつじざカッパせい、κ Arietis、κ Ari）は、おひつじ座の恒星である。見かけの等級は5.03と、肉眼でもみえる明るさである。年周視差に基づいて太陽からの距離を計算すると、約181光年である。分光連星で、ほぼ同じようなA型金属線星2つからなっている。

## 星系
おひつじ座κ星が分光連星であることは、1918年にリック天文台から視線速度の時間変化が報告されたところから知られるようになった。その13年後、リック天文台のレベッカ・ジョーンズ（Rebecca B. Jones）が、詳細な軌道要素を求めることに成功し、これがおひつじ座κ星の連星としての描像として定着している。
おひつじ座κ星は、自転速度が速くないため、系の2つの恒星のスペクトル線を分離することが難しくない。軌道位相によって分離できないこともあるが、二重スペクトル線が多く観測されている。連星の軌道は、周期が15.29日、離心率は0.61と推定されている。2つの恒星の質量比は1.03で、スペクトル線の強度もほぼ同じであることから、そっくりな2つの恒星が連星をなしていると考えられる。

## 特徴
おひつじ座κ星は、A型金属線星の特徴を強く示し、分析に用いるスペクトル成分によって、スペクトル型が異なる。カルシウムK線ではA2型であるが、水素や金属元素の線ではA型でももっと晩期のスペクトル型が導かれる。全体として表す場合には、A2m型が示されている。